# الموسوعة السوفيتية الأرمينية

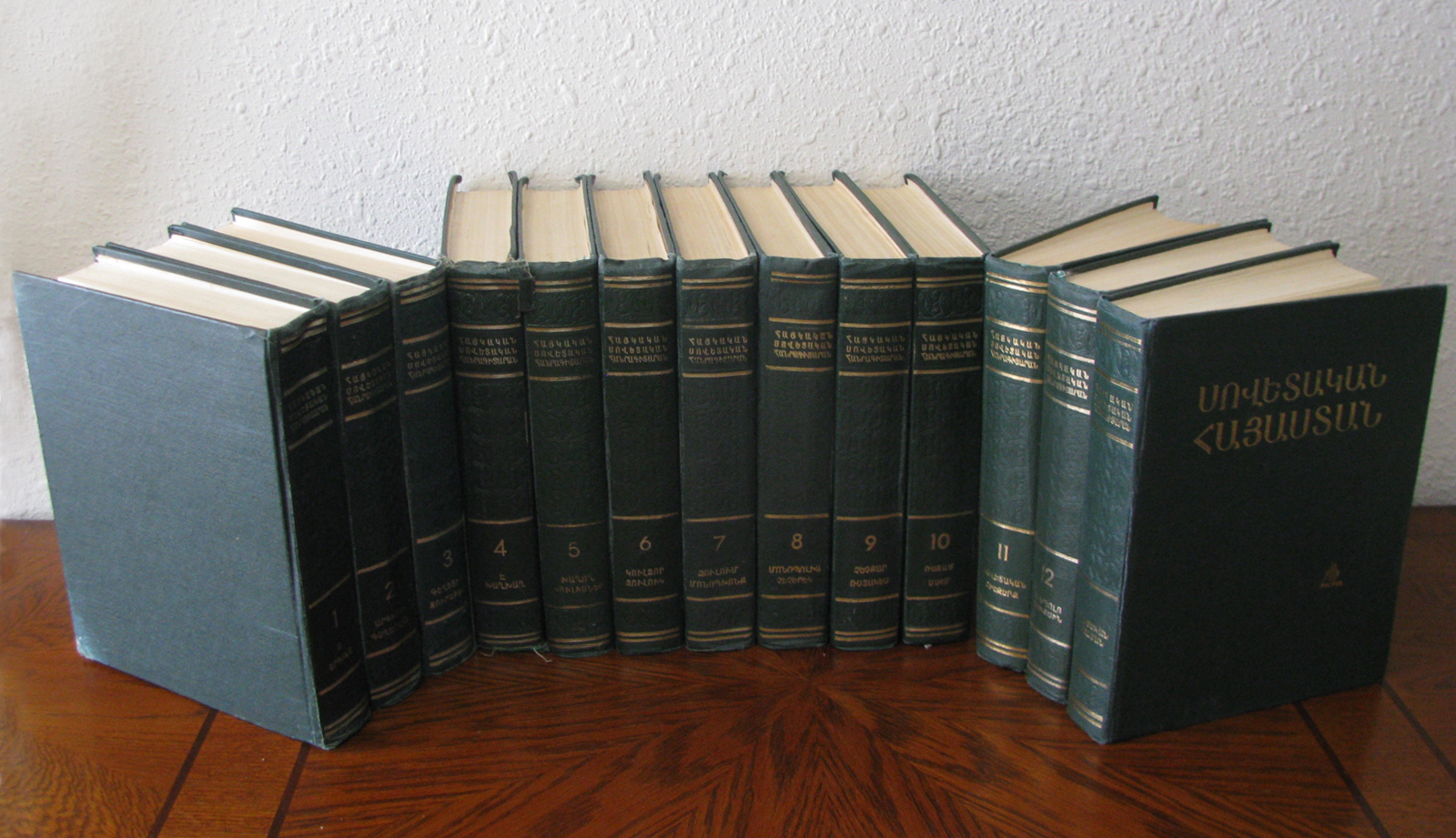

الموسوعة السوفيتية الأرمينية؛ تأسست دار النشر في عام 1967 كقسم لمعهد التاريخ التابع لأكاديمية العلوم الأرمنية تحت رئاسة فيكتور هامباردزوميان (1908-1996)، وشارك في تحريره أبيل سيمونيان (1922-1994) وماكيش أرزومانيان (1919-1988). في 1988-1999 كان رئيس التحرير قسطنطين خودافيرديان (1929-1999) ومنذ 1999 هوفانيس إيفازيان. أنتجت الموسوعة الأرمينية السوفيتية من 1974 إلى 1986.
كما قامت دار النشر بتحرير موسوعة للأطفال، من هي؟ ما هذا؟ (بالأرمنية: Ո՞վ է, Ի՞նչ է)‏ في 4 مجلدات (1984-87)، قاموس الفنون التطبيقية الروسي الأرمني (1988) وموسوعة المسافر (1990). منذ استقلال أرمينيا (1991) تتضمن المنشورات عناوين حول موضوعات القضايا الحالية مثل حرب ناغورنو كاراباخ والمسألة الأرمنية والشتات الأرمني.

## ترخيص المشاع الإبداعي
في 30.09.2011 وقع أصحاب دار نشر «الموسوعة الأرمنية» ومؤسسة «مدرسة تكنولوجيا المعلومات» اتفاقية تعاون، والتي سمحت بنشر محتوى من الموسوعات الأرمنية تحت رخصة المشاع الإبداعي BY- SA 3.0 أو التراخيص الأعلى المستخدمة في مشاريع ويكيميديا. تخضع الموسوعات التالية لهذا العقد:
- الموسوعة السوفيتية الأرمينية، 13 مجلداً، الفصل. ط. 1974-1987
- السؤال الأرمني، المجلد الأول، رئيس الموسوعة الأرمنية ط. 1996.
- طبيعة أرمينيا، الموسوعة الأرمنية. 2006.
- من هو من؟ موسوعة السيرة الذاتية الأرمنية، مجلدين، الموسوعة الأرمنية. 2005-2007.
- حرب تحرير كاراباخ 1988-1994، الموسوعة الأرمنية. 2004.
- موسوعة المدرسة العظيمة، 4 مجلدات، الموسوعة الأرمنية. 2008-2010.
- موسوعة الشتات الأرمني، المجلد الأول، الموسوعة الأرمنية. 2003.
- موسوعة الشتات الأرمني 2003 (djvu ، ويكي مصدر).
- موسوعة أرمينيا المسيحية، المجلد الأول، فصل من الموسوعة الأرمنية. ط. 2002.
- موسوعة أرمينيا المسيحية 2002 (djvu ، ويكي مصدر).

## السلسلات
| اسم                                                 | عام       | أحجام |
| --------------------------------------------------- | --------- | ----- |
| الموسوعة الأرمنية المختصرة                          | 1990-2003 | 4     |
| موسوعة الأطفال Voskeporik (Golden Belly)            | 1993-1999 | 3     |
| السؤال الأرمني                                      | 1996      | 1     |
| منظمات الشتات الأرمني                               | 2001      | 1     |
| الكنيسة الأرمنية. نظرة في التسلسل الهرمي والأبرشيات | 2001      | 1     |
| موسوعة أرمينيا المسيحية                             | 2002      | 1     |
| حرب كاراباخ. 1988-1994                              | 2005      | 1     |
| سلسلة موسوعة الأسرة                                 | 1997-     | 3     |

### الموسوعة السوفيتية الأرمينية

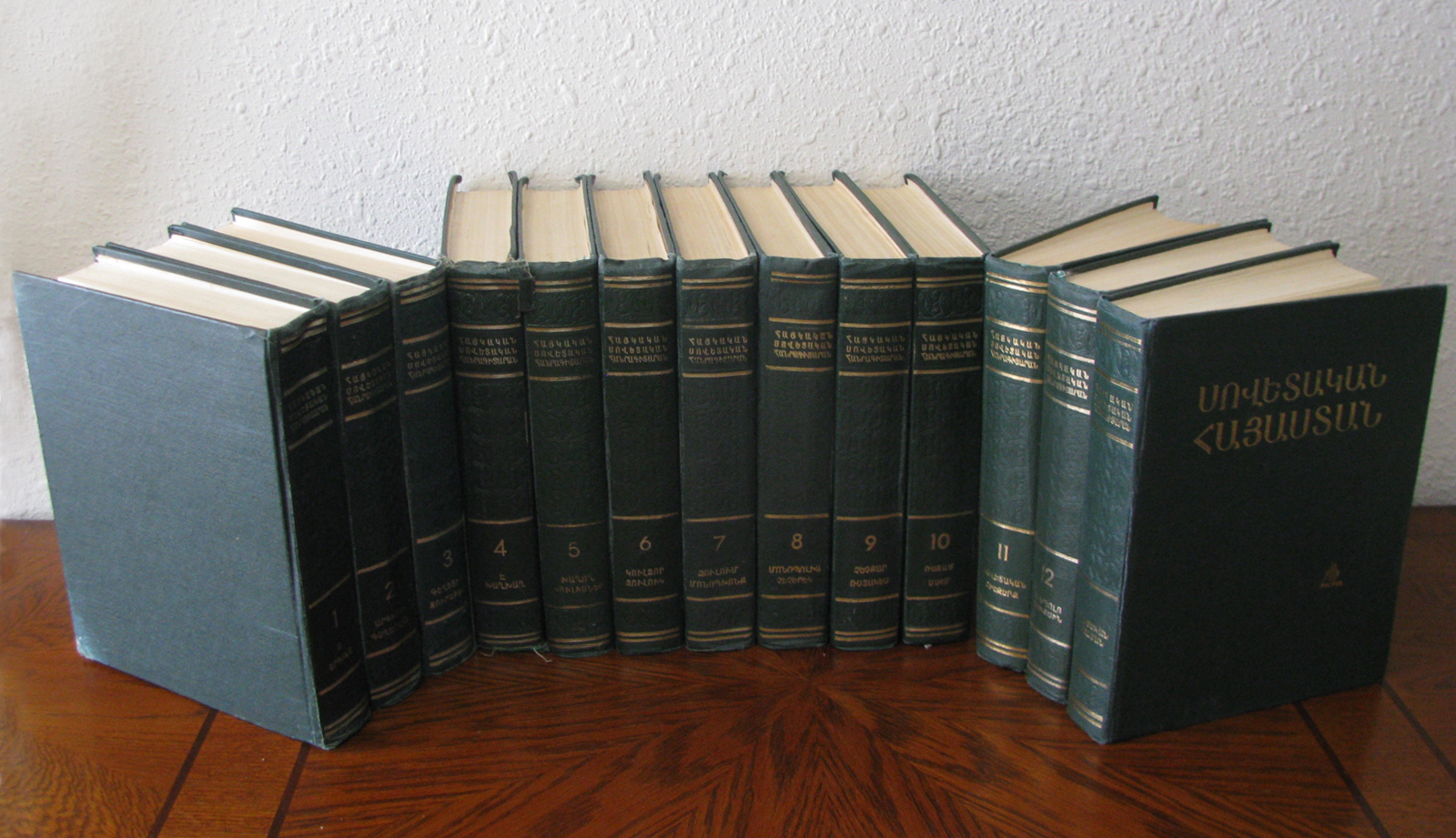
المجموعة الاثنا عشر مجلدًا للموسوعة الأرمنية السوفيتية والمجلد الإضافي، أرمينيا السوفيتية.

ظهر المجلد الأول من الموسوعة السوفيتية الأرمينية (SAE) في عام 1974، واكتملت الطبعة الأولى المكونة من 13 مجلدًا بحلول عام 1987. تتضمن الموسوعة 38767 مقالة و15263 صورة و858 خريطة وتمت طباعة أكثر من 100.000 نسخة.
| المجلد         | عام       | الأسماء            | مقالات | الصفحات | الصور | خرائط | عدد النسخ |
| -------------- | --------- | ------------------ | ------ | ------- | ----- | ----- | --------- |
| 1              | 1974      | Ա-ԱՐԳԻՆԱ           | 3,442  | 720     | 1,294 | 75    | 100,000   |
| 2              | 1976      | ԱՐԳԻՇՏԻ-ԳԵՂԵՐՎԱՆ   | 3,503  | 720     | 1,798 | 75    | 100,000   |
| 3              | 1977      | ԳԵՂԵՑԻԿԸ-ԶՈՒՐԱԲՅԱՆ | 3,509  | 720     | 1,726 | 53    | 100,000   |
| 4              | 1978      | Է-ԽԱՂԽԱՂ           | 3,451  | 720     | 1,228 | 53    | 100,000   |
| 5              | 1979      | ԽԱՂՈՂ-ԿՈՒԼԻՍՆԵՐ    | 3,694  | 720     | 1,326 | 68    | 100,000   |
| 6              | 1980      | ԿՈՒԼԶՈՐ-ՁՈՒԼՈՒԿ    | 3,108  | 720     | 1,097 | 64    | 100,000   |
| 7              | 1981      | ՁՈՒԼՈՒՄ-ՄՈՆՈՊԽՈՆՔ  | 3250   | 720     | 1,436 | 46    | 100,000   |
| 8              | 1982      | ՄՈՆՈՊՈԼԻԱ-ՉԵՉԵՐԵԿ  | 3145   | 720     | 1,274 | 70    | 100,000   |
| 9              | 1983      | ՉԵՉՔԱՐ-ՌՍՏԱԿԵՍ     | 3,185  | 720     | 1,046 | 60    | 100,000   |
| 10             | 1984      | ՌՍՏԱՄ-ՍՍՀՄ         | 2,009  | 736     | 1,065 | 61    | 100,000   |
| 11             | 1985      | ՍՈՎԵՏԱԿԱՆ-ՏԻԵԶԵՐՔ  | 2970   | 720     | 958   | 67    | 100,000   |
| 12             | 1986      | ՏԻԵՊՈԼՈ-ՖՈՒՔՍԻՆ    | 3,501  | 752     | 1,015 | 96    | 100,000   |
| المجموع (1-12) | 1974-1986 | Ա-ՖՈւՔՍԻՆ          | 38767  | 8688    | 15263 | 858   | 1200000   |
| 13             | 1987      | ՍՈՎԵՏԱԿԱՆ ՀԱՅԱՍՏԱՆ |        |         |       |       |           |